# Ouellé (département)
Le département d'Ouellé est un département de Côte d'Ivoire, créé en 2020 par division du département de Daoukro. 